# Oberea javana
Oberea javana là một loài bọ cánh cứng trong họ Cerambycidae.